# Hugo de Pierrepont
Hugo de Pierrepont (1165 - † Huy, 4 de abril de 1229) fue príncipe-obispo del principado de Lieja de 1200 a 1229.

## Biografía
Hugo era hijo de Hugo Vanault y Clemencia de Rethel, y sobrino de Alberto de Rethel, archidiácono y preboste de la catedral de san Lamberto (Lieja). Recibió el apoyo de Balduino I, conde de Flandes y de Henao y eligió el bando de Otón IV.
Hugo, originario de Laon, fue el primero de una serie de nobles franceses que ocuparon la sede de Lieja de 1200 a 1248. Su mandato se caracteriza por la fortificación de Lieja y por unas guerras de influencia con el ducado de Brabante. Hugo de Pierrepont compró o conquistó varios feudos que integró en el principado:
1201: Adquiere el condado de Waleffe y los castillos de Montenaken, Tessenderlo, Brustem, Hasselt y Lummen.
1204: Maastricht se convierte en un señorío compartido entre el principado de Lieja y el ducado de Brabante. El conde Alberto II de Dasburg vende sus tierras a Hugo de Pierrepont, lo que no gustó a su sobrino el duque de Brabante.
1212-1213: Enrique I de Brabante dirigió varias campañas militares en las cuales saqueó Haspengouw y Lieja. Junto con una coalición de milicias de Lieja, Huy, Dinant, Thuin y del condado de Loon, Hugo de Pierrepont venció en la batalla de Steps en 1213.
1214: El 2 de febrero firma un tratado de paz con Brabante.
1227: Compra la soberanía de Sint-Truiden del arzobispo de Metz. Sint-Truiden se convierte en una Bone Vile. Este mismo año le propusieron el arzobispado de Reims, pero rehusó.
1229: El duque de Brabante reconoce los derechos de Lieja en el condado de Moha.
Durante su mandato se descubrió carbón y mineral de plomo, lo que fue el inicio de una industria que transformó la región durante más de 700 años, hasta el cierre de la última mina en 1984.

### Citas
1. ↑  Jacques Stiennon (redacción) & Joseph Deckers (1991). Vie culturelle, artistique et religieuxe du VII au XV siècle, Histoire de Liège (en francés). Toulouse: Privat. p. 121. ISBN 2-7089-4724-9.
2. 1 2  Mélard, Claude (30 de enero de 2014). «La menace brabançonne et l'avènement des communes et des métiers». La principauté de Liège Essai de chronologie (en francés). Archivado desde el original el 26 de febrero de 2014. Consultado el 22 de marzo de 2014.
3. ↑  Janssen, Jean (2000). Sous la crosse: évolution socio-politique, économique et culturelle au Pays de Liège. Bruselas. p. 48.